# Comté de Golden Valley (Dakota du Nord)
Pour les articles homonymes, voir Comté de Golden Valley.
Le comté de Golden Valley est un comté du Dakota du Nord, aux États-Unis.
Siège : Beach.

## Démographie
| 1920  | 1930  | 1940  | 1950  | 1960  | 1970  |
| ----- | ----- | ----- | ----- | ----- | ----- |
| 4 832 | 4 122 | 3 498 | 3 499 | 3 100 | 2 611 |

| 1980  | 1990  | 2000  | 2010  | - | - |
| ----- | ----- | ----- | ----- | - | - |
| 2 391 | 2 108 | 1 924 | 1 680 | - | - |